# ニッサン・スタジアム (ナッシュビル)
ニッサン・スタジアム（Nissan Stadium）は、アメリカ合衆国のテネシー州ナッシュビルにある多目的スタジアム。デイヴィッドソン郡ナッシュビル・メトロ政府が所有している。NFLテネシー・タイタンズと、MLSナッシュビルSC及びNCAAカレッジフットボールのテネシーステート・タイガース（テネシー州立大学）の本拠地である。毎年12月に行われる大学フットボールのポストシーズンのボウル・ゲームであるミュージック・シティ・ボウルの開催地であり、サッカーの試合が行われることもある。また大規模なコンサートもここで行われ、毎年6月に4日間行われるCMAミュージック・フェスティバルの夜の部はここで開催される。ほかに様々なイベント、会合、パーティ、集会などが行なわれる。
ダウンタウンの真向いとなるカンバーランド川東岸に位置している。キャパシティは69,143名である。最初の催事は1999年8月27日のタイタンズ対アトランタ・ファルコンズのプレシーズン・ゲームであった。1999年の開幕以降、1999年から2002年の「アデルフィア・コロシアム」、2002年から2006年の「ザ・コロシアム」、2006年から2015年の「LPフィールド」と名称が変遷し、2015年から「ニッサン・スタジアム」に改名することとなった。
客席は3階建てで、1階席はフィールドを360度取り囲んでおり、2階、3階席はフィールドのサイドラインに沿っている。3レベルに分かれているスイート席は東側にあり、1種類は1階席と2階席の間に、ほかの2種類は2階席と3階席の間にある。西側のスイート席は2種類のみで、2階席と3階席の間にある。報道関係者席は西側の1階席と2階席の間にある。スクリーンが2ヶ所のエンド・ゾーンに設置されている。
2022年シーズンまでは天然芝であったが、芝の状態が悪くタイタンズの選手の怪我の頻度が高いため、2023年シーズンからは人工芝(マトリックス・ヘリックス・ターフ)に変更されている。
東側の売店タイタンズ・プロ・ショップではチーム・グッズが販売されている。試合などイベントのない日でも外側の出入口を使用し購入可能である。
テネシー州内ではニーランド・スタジアム（ノックスビル、104,079人収容）に次いで2番目に大きいスタジアムである。

## 経緯

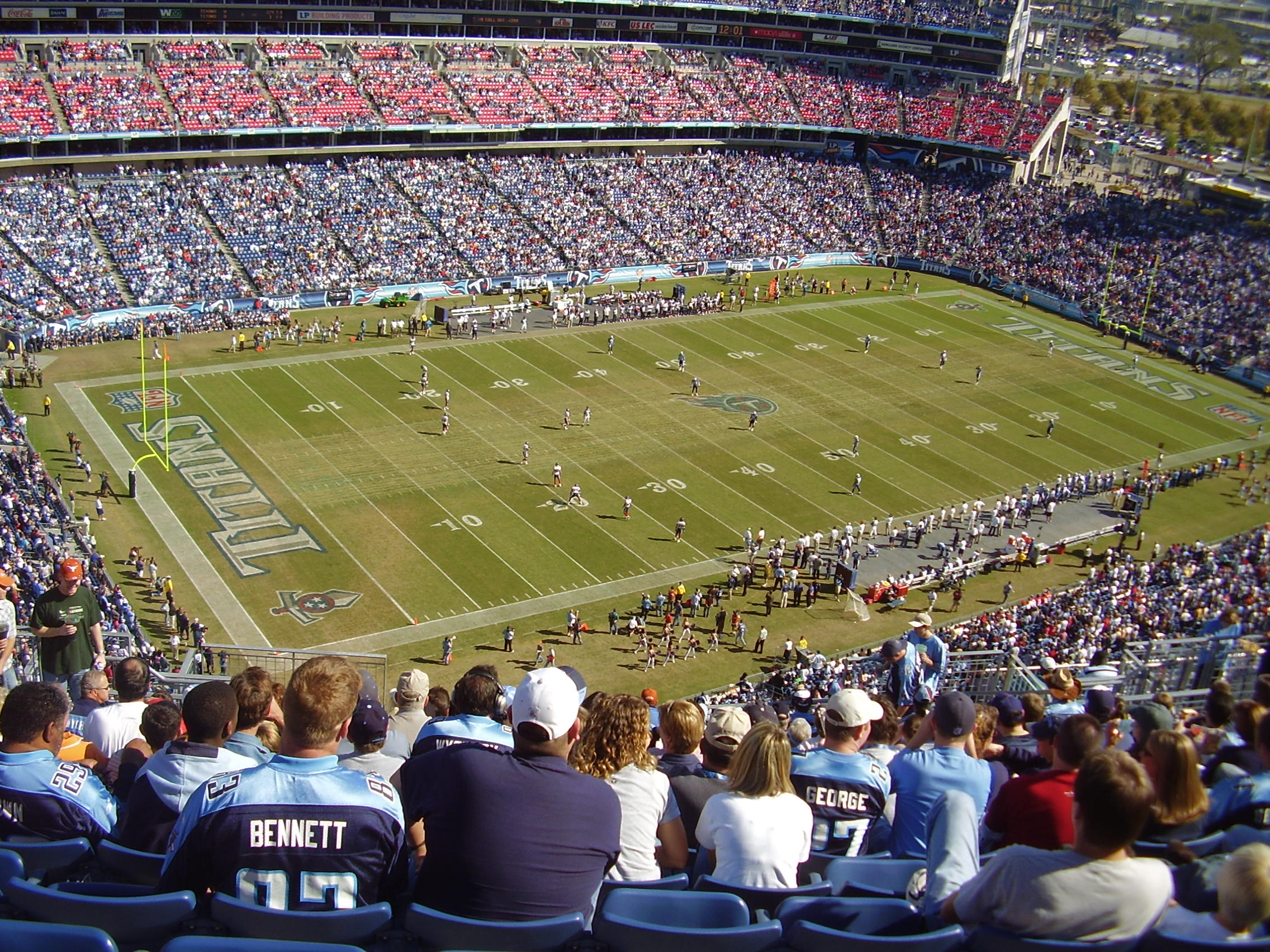
2006年10月29日、セクション341よりタイタンズ対ヒューストン・テキサンズのキックオフ直前の風景

1995年、NFLのプレシーズンで、テネシー州ノックスビルのニーランド・スタジアムでヒューストン・オイラーズ対ワシントン・レッドスキンズのエキシビション・ゲームが行なわれた。オイラーズのオーナーのバド・アダムズはアストロドームのリースに不満があり、またテキサス州ヒューストンがフットボール専用球場の新設に消極的だったことから、この試合の際にナッシュビル市長のフィル・ブレッドソンと会い、中部テネシーへの移籍が可能かどうか話し合った。 晩秋、アダムズとブレッドソンは球団のナッシュビルへの移籍を発表した。市と球団はダウンタウンのカンバーランド川東岸の工場跡地に場所を決めた。
1996年5月7日、デイヴィッドソン郡ナッシュビル・メトロ政府の特別選挙で球場建設資金の一部負担についての投票が行われた。この選挙により過半数59%により公的資金1億4,400万ドルを支払うことが可決された。球場新設賛成派「NFL Yes!」は反対派と比較して16対1の多数派であった。
資金は当初水道税の増加から支払われる予定であったが、固定資産税300%増により支払われることとなった。その他、シーズン・チケットの売り上げから支払われることとなった。テネシー州立大学のフットボール・チームのホーム・ゲームを行なうこと、またファン拡大のためにチーム名に「ナッシュビル」ではなく「テネシー」を付けることを条件にテネシー州も資金を提供することになった。
1997年5月3日に建設が開始された。1998年4月16日には竜巻（トルネード）が発生した影響で、建設作業中のクレーン4基のうち3基が倒される事故が発生して作業に遅れが出たが、予定通り1999年8月27日、タイタンズ －アトランタ・ファルコンズのプレシーズン・ゲームで開場した。
2010年5月3日、カンバーランド川からのテネシー洪水によりフィールドが6フィート(1.8m)の水に覆われ、ロッカー・ルームも浸水被害を受けた。
2012年夏、新たな音響システム、より速いエレベーター、LEDリボン・ボードなど大幅な改修を行なった。また幅157フィート(48m)、高さ54フィート(16m)の高精度LEDスクリーンが2ヶ所のエンド・ゾーンのスコアボードに設置された。当時NFLでカウボーイズ・スタジアムに続き2番目に大きいボードであった。
スタジアム老朽化のため、現スタジアムの隣接地に新スタジアムの建設が2027年完成を目指して進められている。

### スタジアム名の変遷

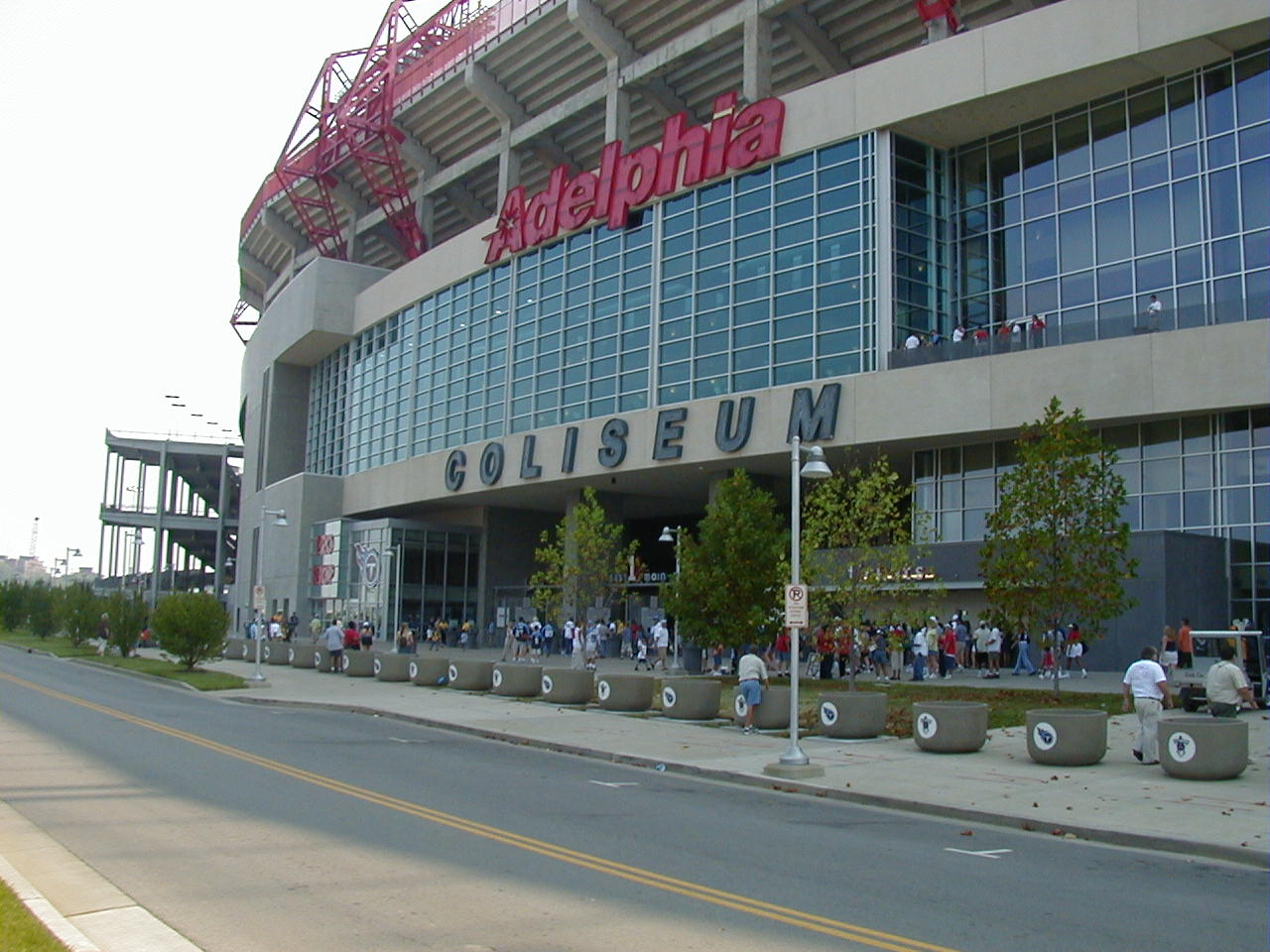
2002年、アデルフィア・コロシアム

スタジアムが建設されている間、名称は決まっていなかった。建設地がカンバーランド川の東の岸だったこと から、一般的にはジ・イースト・バンク・スタジアム（The East Bank Stadium ）と呼ばれていた。開場時の名称は、ケーブルテレビ大手のアデルフィア・コミュニケーション社が15年3000万ドルでスタジアムの 命名権スポンサーとなったため、アデルフィア・コロシアム（Adelphia Coliseum ）となった。しかし2002年にアデルフィア社が破綻し支払いが滞り、契約は無効となってスタジアム名から同社の名前が消え、4年間スタジアム名は単にザ・コロシアム（The Coliseum ）となった。2006年6月6日、建材メーカーのルイジアナ・パシフィック社（通称：LP）が10年3000万ドルで新た に命名権スポンサーになった。2007年、スタジアムの北と南のダクトロニクスによる巨大スコアボードの下にプロモーションとなるLPビルディング・ゾーンを設置した。この付近の売店やトイレはLPの製品を使った郊外の邸宅をイメージして装飾されていた。2015年6月24日、ナッシュビル南部フランクリンに北米本社があり、近隣のスマーナに巨大工場のある日産自動車が命名権を20年の契約で購入、既に横浜グローバル本社が取得済みの横浜国際総合競技場（神奈川県横浜市港北区）と同名の「ニッサン・スタジアム」と名付けた。
前述のように2027年に新スタジアムに移行する予定であるが、日産とのネーミングライツ契約は新スタジアムでも継続されることが発表されている。

## テネシー・タイタンズ

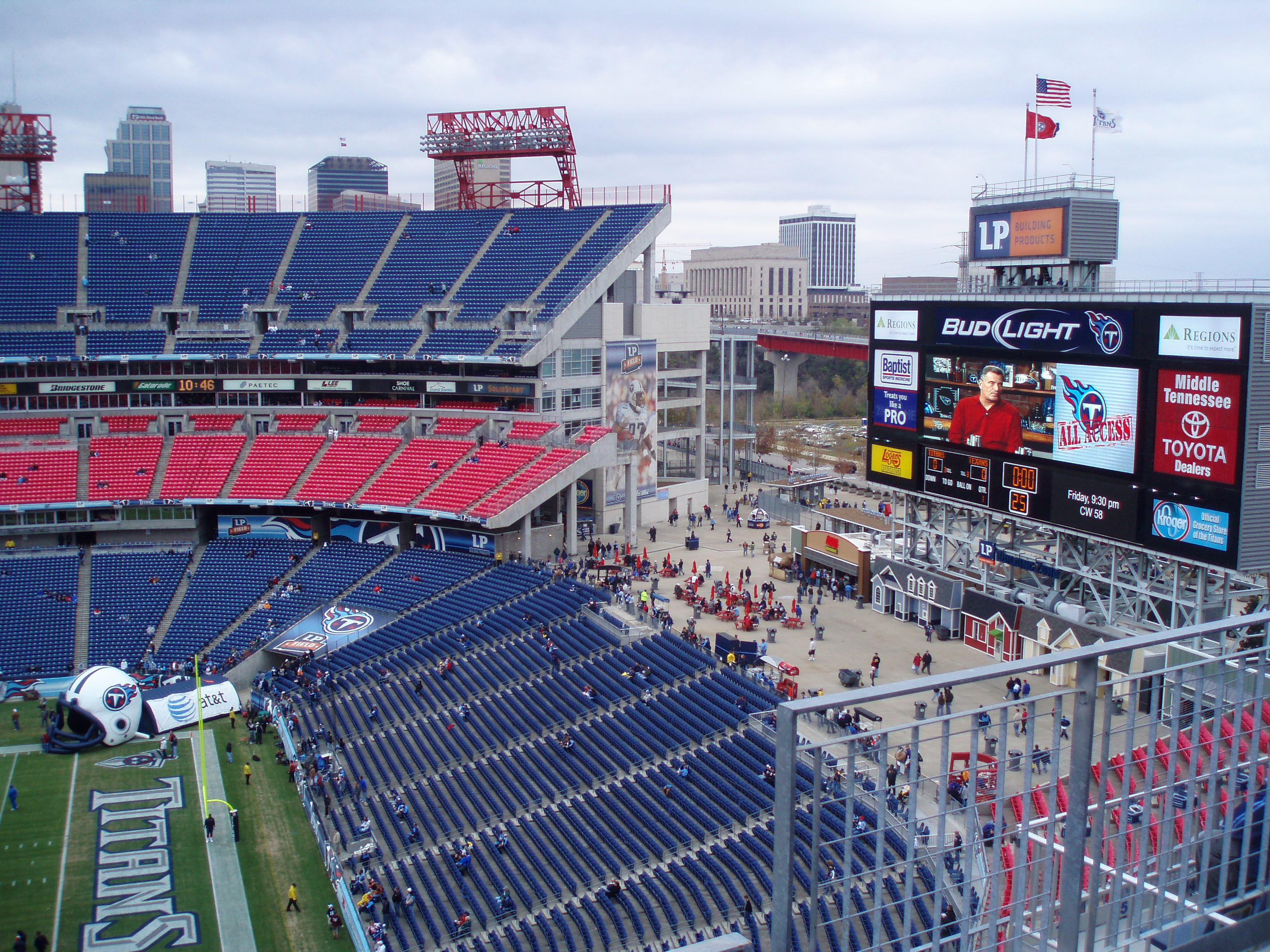
3階席から見たダウンタウン側

当時のヒューストン・オイラーズは、本拠地アストロドームに代わる新本拠地の建設についてヒューストン市当局と協議したが、物別れに終わった。1996年シーズン終了後、オイラーズは当初の予定を1年前倒ししてテネシー州へ移転した。当スタジアムが開場したのは、テネシー州移転3年目、チーム名がオイラーズからタイタンズに変わった1999年のことである。
テネシー州移転1年目は同じテネシー州内のメンフィスにあるリバティ・ボウル・メモリアル・スタジアム（62,380人収容）を本拠地にしたが、1試合平均で28,050人しか動員できなかった。2年目はナッシュビルのバンダービルト・スタジアム（当時は41,000人収容）に本拠地を移したが、同37,444人だった。しかし当スタジアムが開場した1999年は観客動員が同66,111人と一気に増加。その後も客足は伸び、2005年シーズンには同69,149人まで増えている。
2000年11月12日にボルチモア・レイブンズに負けるまで16連勝するなど、開幕よりタイタンズは数々の記録を残している。レギュラー・シーズンでのこの球場での試合は45勝27敗で、プレイオフでは2勝2敗である。1999年の開幕以降、プレシーズンを含むタイタンズのホーム・ゲーム全てが完売している。これは毎年シーズン・チケットを購入する観客が多いことが一因とされている。またこのシーズン・チケットの売り上げが球場建設資金として支払われている。シーズン・チケットを購入するには長いキャンセル待ちが必要である。

### ミュージック・シティ・ミラクル
2000年1月8日のアデルフィア・コロシアムでの試合がNFL史上最も記録的で議論が起こった試合の1つとなった。のちに「ミュージック・シティ・ミラクル」として知られることとなるのだが、ディヴィジョン・プレイオフでタイタンズとバッファロー・ビルズが対戦し、最後の1分で勝負が決まった。記録的観客数で、球団が新球場に移って最初のシーズンでの出来事であった。

### カレッジ・フットボール
カレッジフットボールではテネシーステート・タイガースの本拠地となっているほか、1998年に新設されたボウル・ゲーム「ミュージックシティボウル」の開催地にもなっている（第1回のみバンダービルト・スタジアムで開催）。

## サッカー
米国男子代表、米国女子代表、その他のサッカーチームの試合会場としても用いられている。
2004年4月20日に行われたエキシビションゲーム、ロサンゼルス・ギャラクシー対テコスUAGがニッサン・スタジアムで行われた初のサッカーの試合となった。また、同じく2004年には米国女子代表が、2006年には米国男子代表がそれぞれ国際親善試合を行っている。
その他国際的な大会でも使用され、2008年には北京オリンピック最終予選、2012年にはロンドンオリンピック予選の会場のひとつとなった。
2009年4月1日、2010 FIFAワールドカップ・北中米カリブ海予選において米国男子代表がトリニダード・トバゴ代表を3対0で下した。ジョジー・アルティドールが米国男子代表でハットトリックを決めた最年少選手となった。2011年3月29日に行われた米国男子代表対パラグアイ代表の親善試合では、テネシー州でのサッカーの試合としては最多となる29,059名の観客動員を記録した（試合はパラグアイの勝利）。

## コンサートおよびイベント
ナッシュビルは「聖地」として名高いライマン公会堂を有するなどカントリー・ミュージックの本場として知られている。ニッサン・スタジアムでは2001年から、毎年6月に4日間にわたってCMAミュージック・フェスティバルが開催されている。これはカントリー・ミュージック協会が主催するイベントで、様々なカントリー歌手が出演している。
2022年にはWWE真夏の祭典サマースラムが当地で開催予定。